# Сидоренко, Евгений Евгеньевич
Евгений Евгеньевич Сидоренко (род. 1982, Сибирцево, Черниговский район, Приморский край, РСФСР, СССР) — российский серийный убийца, совершивший в период с 12 июля по 12 декабря 2005 года на территории поселка Сибирцево (Приморский край) серию из 7 убийств с особой жестокостью. В 2006 году по определению коллегии суда Евгений Сидоренко был признан невменяемым, и ему было назначено принудительное лечение в психиатрической клинике. Был известен под прозвищем «Черниговский мясник».

## Биография

### Детство и юность
О ранних годах жизни Евгения Сидоренко известно крайне мало. Родился в 1982 году на территории Сибирцево. Детство и юность провел в социально неблагополучной обстановке. Уже с раннего детства Евгений стал демонстрировать признаки психического расстройства. Из-за проблем с психикой Сидоренко потерял общую способность обучаемости, вследствие чего в школьные годы испытывал проблемы с успеваемостью. Будучи подростком, он стал демонстрировать агрессивное поведение по отношению к окружающим людям. Вследствие повышенной импульсивности, он страдал вспышками неконтролируемой агрессии и подвергал физическим нападкам других людей. В середине 1990-х годов Евгений из-за хронических прогулов и неуспеваемости был вынужден бросить школу. После этого он начал вести маргинальный образ жизни и много свободного времени проводить в обществе лиц, связанных с криминалом.
В конце 1990-х годов Сидоренко был арестован. Ему было предъявлено обвинение по ст.111 ч.4 (умышленное причинение тяжкого вреда здоровью, повлекшее смерть потерпевшего), и он впоследствии был осужден. Отбыв несколько лет в тюремном заключении, он получил условно-досрочное освобождение и вышел на свободу в 2004 году, однако к тому времени его психическое состояние резко ухудшилось, после чего он совершил серию убийств.

### Убийства
При совершении всех преступлений Сидоренко не продемонстрировал выраженного образа действия. Для следствия его действия не поддавались логическому объяснению и, по версии обвинения, свидетельствовали о его проблемах с психическим здоровьем.
12 июля 2005 года в ночное время Сидоренко вблизи железнодорожной станции на территории поселка Сибирцево совершил убийство своей знакомой, к которой испытывал личную неприязнь, а также шедшего вместе с ней мужчины. Трупы с множественными колото-резаными ранами были обнаружены  на перекрестке улиц Комсомольской и Военного Шоссе недалеко от железнодорожных путей.
В августе 2005 года Сидоренко совершил массовое убийство. Пользуясь прикрытием темноты, рано утром того дня Евгений совершил проникновение в дом своего знакомого и поджег вещи в платяном шкафу. В результате начавшегося пожара погибли хозяин дома, его жена и малолетний ребенок.
23 ноября 2005 года Евгений Сидоренко поздно вечером совершил нападение на знакомую женщину, проживавшую на улице Комсомольской в Сибирцево. В ходе нападения он нанес ей удар ножом, но жертва оказала преступнику яростно сопротивление и сумела сбежать, после чего Сидоренко начал бесцельно бродить по улицам поселка и встретил на одной из его улиц незнакомую ему женщину, которую повалил на снег и зарезал. Через несколько минут на другой улице он совершил нападение на еще одну женщину, в ходе которого нанес ей удар ножом, однако жертва сумела отбиться от Сидоренко и сбежала.
12 декабря 2005 года Евгений Сидоренко, по версии следствия, совершил последнее убийство. Поздно вечером того дня он явился на порог магазина «Мария», который был расположен на улице Комсомольская в Сибирцево. Простояв на пороге несколько минут, он совершил нападение на незнакомую ему женщину, в ходе которого зарезал ее, нанеся ей множественные колото-резаные раны.

### Арест, следствия и суд
В ходе расследования серии убийств следователи УВД Приморья провели проверку ранее судимых и психически неуравновешенных, в особенности стоящих на официальном учете у психиатра, на предмет причастности их к совершению убийств, однако Евгений Сидоренко под подозрение не попал. По описанию внешности преступника, которое дали сотрудникам милиции выжившие жертвы Сидоренко, был составлен фоторобот, который был впоследствии распространен на улицах Сибирцево, однако результата это не дало.
Евгений Сидоренко был арестован 12 декабря 2005 года вскоре после совершения последнего убийства. После ареста Сидоренко написал явку с повинной и дал признательные показания по всем эпизодам. В ходе допросов он не смог объяснить мотив совершения убийств, ссылаясь на невменяемость, и впоследствии стал демонстрировать признаки тяжелого психического расстройства, однако Черниговский районный суд удовлетворил ходатайство прокуратуры и избрал в отношении его меру пресечения в виде содержания под стражей. В начале января 2005 года ему было предъявлено официальное обвинение в совершении 7 убийств и 2 нападений.
По ходатайству его адвокатов было проведено судебно-психиатрическое освидетельствование, по результатам которого Евгений Сидоренко был признан невменяемым. В конце 2006 года по определению коллегии Черниговского районного суда Приморского края Сидоренко был освобождён от уголовной ответственности и направлен на принудительное лечение в психиатрическую больницу специализированного типа с интенсивным наблюдением.